# Cyperus felipponei
Cyperus felipponei är en halvgräsart som beskrevs av Georg Kükenthal. Cyperus felipponei ingår i släktet papyrusar, och familjen halvgräs. Inga underarter finns listade i Catalogue of Life.